# Eirenis barani
Eirenis barani är en ormart som beskrevs av Schmidtler 1988. Eirenis barani ingår i släktet Eirenis och familjen snokar. IUCN kategoriserar arten globalt som livskraftig.
Arten förekommer vid östra Medelhavet i södra Turkiet och nordvästra Syrien. Honor lägger ägg.

## Underarter
Arten delas in i följande underarter:
- E. b. barani
- E. b. bischofforum